# César 1998
Die 23. Verleihung der Césars fand am 28. Februar 1998 im Théâtre des Champs-Élysées in Paris statt. Präsidentin der Verleihung war die Schauspielerin Juliette Binoche. Ausgestrahlt wurde die Verleihung, die von Antoine de Caunes moderiert wurde, vom französischen Fernsehsender Canal+.
Mit sieben und den damit meisten Trophäen wurde in diesem Jahr Alain Resnais’ experimenteller Musikfilm Das Leben ist ein Chanson ausgezeichnet. Bei insgesamt zwölf Nominierungen konnte die von zahlreichen Chansons begleitete Tragikomödie die Kategorien Bester Film, Bester Hauptdarsteller (André Dussollier), Bester Nebendarsteller (Jean-Pierre Bacri), Beste Nebendarstellerin (Agnès Jaoui), Bestes Drehbuch, Bester Ton und Bester Schnitt für sich entscheiden. Jean-Pierre Bacri und Agnès Jaoui, die sowohl das Drehbuch geschrieben als auch im Film als Darsteller mitgewirkt hatten, konnten so jeweils zwei Césars entgegennehmen. In der Kategorie Beste Regie gewann erstmals Luc Besson – bei seiner fünften Nominierung als Regisseur – mit seinem achtfach nominierten Science-Fiction-Film Das fünfte Element. Der in der fernen Zukunft spielende Film mit Bruce Willis und Milla Jovovich konnte mit seiner futuristischen Optik auch in den Kategorien Beste Kamera und Bestes Szenenbild überzeugen und so zwei weitere Auszeichnungen gewinnen. Philippe de Brocas Mantel-und-Degen-Film Duell der Degen, der neun Nominierungen erhalten hatte, wurde am Ende mit dem Preis für die besten Kostüme prämiert. Beste Hauptdarstellerin wurde Ariane Ascaride für die Rolle einer verwitweten Kassiererin in dem Liebesfilm Marius und Jeannette – Eine Liebe in Marseille. Schauspieler Alain Chabat, der wie Daniel Auteuil, Charles Berling und Patrick Timsit in der Kategorie Bester Hauptdarsteller André Dussollier unterlag, sicherte sich mit seinem Regiedebüt Didier, einer Filmkomödie, in der er auch die Titelrolle eines Hundes in Menschengestalt innehatte, den Preis für das beste Erstlingswerk. Die drei in diesem Jahr vergebenen Ehrenpreise gingen an Michael Douglas, Clint Eastwood und Jean-Luc Godard, der bereits 1987 bei der 12. Verleihung der Césars einen Ehrenpreis erhalten hatte. Der zweite Ehren-César wurde Godard für seine Dokumentarreihe Histoire(s) du cinéma – Geschichte(n) des Kinos zuteil.

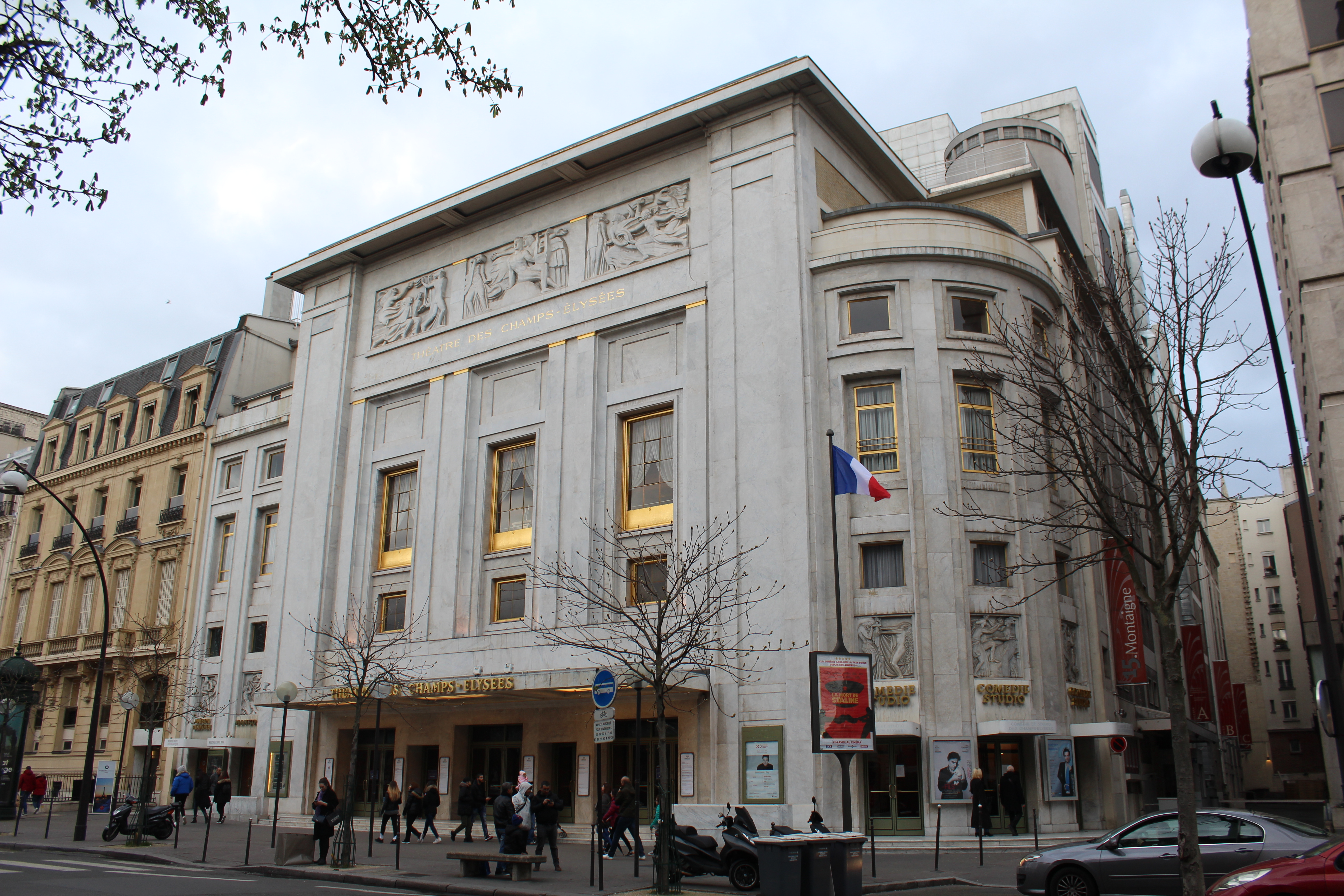
Das Théâtre des Champs-Élysées, der Veranstaltungsort der Verleihung

## Gewinner und Nominierungen

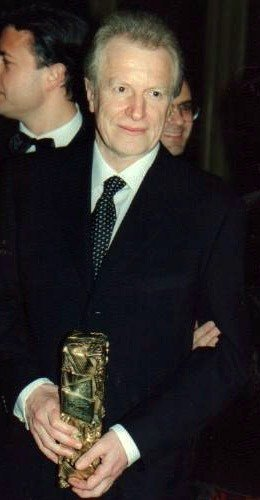
Bester Hauptdarsteller: André Dussollier

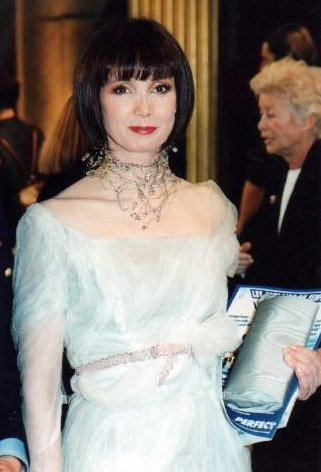
Als beste Hauptdarstellerin nominiert: Sabine Azéma

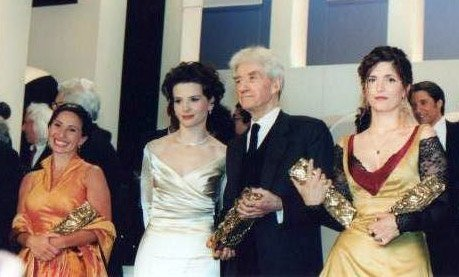
Von links nach rechts: die beste Hauptdarstellerin Ariane Ascaride, die Präsidentin der Verleihung Juliette Binoche, Regisseur Alain Resnais und die beste Nebendarstellerin Agnès Jaoui

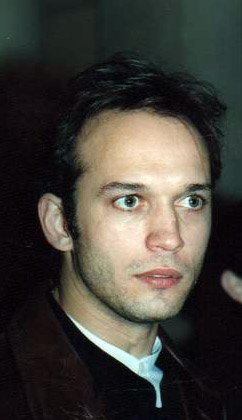
Nominiert als bester Nebendarsteller: Vincent Pérez

| Statistik (Filme mit mehr als einer Nominierung) N=Nominierung; A=Auszeichnung |    |   |
| Film                                                                           | N  | A |
| Das Leben ist ein Chanson                                                      | 12 | 7 |
| Duell der Degen                                                                | 9  | 1 |
| Das fünfte Element                                                             | 8  | 3 |
| Marius und Jeannette – Eine Liebe in Marseille                                 | 7  | 1 |
| Western                                                                        | 6  | 1 |
| Eine saubere Affäre                                                            | 5  | 1 |
| Le Cousin – Gefährliches Wissen                                                | 5  | 0 |
| Didier                                                                         | 2  | 1 |
| Artemisia                                                                      | 2  | 0 |
| Lügen haben kurze Röcke                                                        | 2  | 0 |
| Singles unterwegs                                                              | 2  | 0 |

### Bester Film (Meilleur film)
Das Leben ist ein Chanson (On connaît la chanson) – Regie: Alain Resnais
- Duell der Degen (Le bossu) – Regie: Philippe de Broca
- Das fünfte Element (The Fifth Element) – Regie: Luc Besson
- Marius und Jeannette – Eine Liebe in Marseille (Marius et Jeannette) – Regie: Robert Guédiguian
- Western – Regie: Manuel Poirier

### Beste Regie (Meilleur réalisateur)
Luc Besson – Das fünfte Element (The Fifth Element)
- Alain Corneau – Le Cousin – Gefährliches Wissen (Le cousin)
- Robert Guédiguian – Marius und Jeannette – Eine Liebe in Marseille (Marius et Jeannette)
- Manuel Poirier – Western
- Alain Resnais – Das Leben ist ein Chanson (On connaît la chanson)

### Bester Hauptdarsteller (Meilleur acteur)
André Dussollier – Das Leben ist ein Chanson (On connaît la chanson)
- Daniel Auteuil – Duell der Degen (Le bossu)
- Charles Berling – Eine saubere Affäre (Nettoyage à sec)
- Alain Chabat – Didier
- Patrick Timsit – Le Cousin – Gefährliches Wissen (Le cousin)

### Beste Hauptdarstellerin (Meilleure actrice)
Ariane Ascaride – Marius und Jeannette – Eine Liebe in Marseille (Marius et Jeannette)
- Sabine Azéma – Das Leben ist ein Chanson (On connaît la chanson)
- Marie Gillain – Duell der Degen (Le bossu)
- Sandrine Kiberlain – Der siebte Himmel (Le septième ciel)
- Miou-Miou – Eine saubere Affäre (Nettoyage à sec)

### Bester Nebendarsteller (Meilleur acteur dans un second rôle)
Jean-Pierre Bacri – Das Leben ist ein Chanson (On connaît la chanson)
- Jean-Pierre Darroussin – Marius und Jeannette – Eine Liebe in Marseille (Marius et Jeannette)
- Gérard Jugnot – Privat-Vorstellung (Marthe)
- Vincent Perez – Duell der Degen (Le bossu)
- Lambert Wilson – Das Leben ist ein Chanson (On connaît la chanson)

### Beste Nebendarstellerin (Meilleure actrice dans un second rôle)
Agnès Jaoui – Das Leben ist ein Chanson (On connaît la chanson)
- Pascale Roberts – Marius und Jeannette – Eine Liebe in Marseille (Marius et Jeannette)
- Mathilde Seigner – Eine saubere Affäre (Nettoyage à sec)
- Marie Trintignant – Le Cousin – Gefährliches Wissen (Le cousin)
- Karin Viard – Singles unterwegs (Les randonneurs)

### Bester Nachwuchsdarsteller (Meilleur jeune espoir masculin)
Stanislas Merhar – Eine saubere Affäre (Nettoyage à sec)
- Sacha Bourdo – Western
- Vincent Elbaz – Singles unterwegs (Les randonneurs)
- José Garcia – Lügen haben kurze Röcke (La vérité si je mens!)
- Sergi López – Western

### Beste Nachwuchsdarstellerin (Meilleur jeune espoir féminin)
Emma de Caunes – Ein Bruder … (Un frère)
- Jeanne Balibar – J’ai horreur de l’amour
- Isabelle Carré – Die verbotene Frau (La femme défendue)
- Amira Casar – Lügen haben kurze Röcke (La vérité si je mens!)
- Laetitia Pesenti – Marius und Jeannette – Eine Liebe in Marseille (Marius et Jeannette)

### Bestes Erstlingswerk (Meilleur premier film)
Didier – Regie: Alain Chabat
- L’autre côté de la mer – Regie: Dominique Cabrera
- Les démons de Jésus – Regie: Bernie Bonvoisin
- Das Leben des Jesu (La vie de Jésus) – Regie: Bruno Dumont
- Mein Leben in Rosarot (Ma vie en rose) – Regie: Alain Berliner

### Bestes Drehbuch (Meilleur scénario original ou adaptation)
Jean-Pierre Bacri und Agnès Jaoui – Das Leben ist ein Chanson (On connaît la chanson)
- Alain Corneau und Michel Alexandre – Le Cousin – Gefährliches Wissen (Le cousin)
- Anne Fontaine und Gilles Taurand – Eine saubere Affäre (Nettoyage à sec)
- Robert Guédiguian und Jean-Louis Milesi – Marius und Jeannette – Eine Liebe in Marseille (Marius et Jeannette)
- Manuel Poirier und Jean-François Goyet – Western

### Beste Filmmusik (Meilleure musique écrite pour un film)
Bernardo Sandoval – Western
- Bruno Fontaine – Das Leben ist ein Chanson (On connaît la chanson)
- Philippe Sarde – Duell der Degen (Le bossu)
- Jordi Savall – Marquise – Gefährliche Intrige (Marquise)
- Éric Serra – Das fünfte Element (The Fifth Element)

### Bestes Szenenbild (Meilleurs décors)
Dan Weil – Das fünfte Element (The Fifth Element)
- Jacques Saulnier – Das Leben ist ein Chanson (On connaît la chanson)
- Bernard Vézat – Duell der Degen (Le bossu)

### Beste Kostüme (Meilleurs costumes)
Christian Gasc – Duell der Degen (Le bossu)
- Dominique Borg – Artemisia
- Jean Paul Gaultier – Das fünfte Element (The Fifth Element)

### Beste Kamera (Meilleure photographie)
Thierry Arbogast – Das fünfte Element (The Fifth Element)
- Benoît Delhomme – Artemisia
- Jean-François Robin – Duell der Degen (Le bossu)

### Bester Ton (Meilleur son)
Jean-Pierre Laforce, Pierre Lenoir und Michel Klochendler – Das Leben ist ein Chanson (On connaît la chanson)
- Daniel Brisseau – Das fünfte Element (The Fifth Element)
- Gérard Lamps und Pierre Gamet – Le Cousin – Gefährliches Wissen (Le cousin)

### Bester Schnitt (Meilleur montage)
Hervé de Luze – Das Leben ist ein Chanson (On connaît la chanson)
- Sylvie Landra – Das fünfte Element (The Fifth Element)
- Henri Lanoë – Duell der Degen (Le bossu)

### Bester Kurzfilm (Meilleur court métrage)
Funkenmariechen im Weltall (Des majorettes dans l’espace) – Regie: David Fournier
- Die alte Dame und die Tauben (La vieille dame et les pigeons) – Regie: Sylvain Chomet
- Alles muss raus (Tout doit disparaître) – Regie: Jean-Marc Moutout
- Seule – Regie: Erick Zonca
- Ferrailles – Regie: Laurent Pouvaret

### Bester ausländischer Film (Meilleur film étranger)
Brassed Off – Mit Pauken und Trompeten (Brassed Off), Großbritannien/USA – Regie: Mark Herman
- Der englische Patient (The English Patient), USA – Regie: Anthony Minghella
- Alle sagen: I love you (Everyone Says I Love You), USA – Regie: Woody Allen
- Ganz oder gar nicht (The Full Monty), Großbritannien – Regie: Peter Cattaneo
- Hana-Bi (Hana-bi), Japan – Regie: Takeshi Kitano

## Ehrenpreis (César d’honneur)
- Michael Douglas, US-amerikanischer Schauspieler und Filmproduzent
- Clint Eastwood, US-amerikanischer Schauspieler, Regisseur und Filmproduzent
- Jean-Luc Godard, französischer Regisseur, Drehbuchautor und Schauspieler (für die Dokumentarreihe Histoire(s) du cinéma – Geschichte(n) des Kinos)